# 趙善悉
趙善悉（1140年—1198年），字壽卿，樂清人。宋朝宗室。
乾道二年（1166年）進士，授無錫（今江蘇省無錫市）縣令，後知寧德縣，通判臨安府（今浙江杭州） 。淳熙九年，發一萬名民工，修治海鹽縣常豐閘及八十一堰壩。淳熙十年（1183年），知秀州。十三年，知江州。歷官江西、兩浙運判，官至兩浙轉運副使。慶元四年卒，得年五十八。